# Dalton (Hambleton)
Dalton es una localidad situada en el distrito de Hambleton, en la autoridad unitaria de Yorkshire del Norte, Inglaterra (Reino Unido). Tiene una población estimada, a mediados de 2019, de 754 habitantes.
Está ubicada al norte de la región de Yorkshire y Humber, cerca de la frontera con la región del Nordeste de Inglaterra, de los montes Peninos, de la costa del mar del Norte y de las ciudades de York y Northallerton.